# La Guaira
La Guaira este un oraș din Venezuela, capitala statului Vargas, cu peste 60.792 locuitori, fondat în 1555.  

## Personalități născute aici
- Juan Guaidó (n. 1983), politician;
- Yangel Herrera (n. 1998), fotbalist.